# 张自忠路 (北京)
39°56′01″N 116°24′48″E / 39.9334746°N 116.4133492°E
张自忠路是中国北京市东城区西北部的一条道路，为纪念抗日名将张自忠而得名。

## 历史
张自忠路东起东四十条西口，与东四北大街交叉，西到地安门东大街东口，与交道口南大街、美术馆后街连接。
张自忠路旧称“铁狮子胡同”。据传说，明朝崇祯帝田贵妃之父田畹曾居住于此，其门前有二只铁狮，故名。铁狮现置于大钟寺东门外。但明朝嘉靖年间张爵所著《京师五城坊巷胡同集》便已收有“铁狮子胡同”，可见铁狮子胡同的得名很早。
抗日战争胜利后，为纪念张自忠将军，民国三十六年（1947年）将铁狮子胡同改名为“张自忠路”。文化大革命中，张自忠路一度改称“张思德路”，后又改称“工农兵东大街”。1984年复称“张自忠路”。1999年，平安大街开通，张自忠路成为平安大街东段。

## 名胜
张自忠路的旧迹很多。
- 张自忠路3号：位于张自忠路东口，是清陆军部和海军部旧址（中华民国初年曾为段祺瑞执政府，抗日战争时期成为日军华北方面军司令部），全国重点文物保护单位
- 张自忠路5号：为欧阳予倩故居，东城区文物保护单位
- 张自忠路7号：为和敬公主府，北京市文物保护单位
- 张自忠路23号：为孙中山行馆，是孙中山逝世之处。全国重点文物保护单位[1][2]

## 交通
北京地铁5号线张自忠路站位于张自忠路东口。